# タラート・パシャ暗殺事件
タラート・パシャ暗殺事件（タラート・パシャあんさつじけん、英: Assassination of Talaat Pasha）は、1921年3月15日にアルメニア人学生ソゴモン・テフリリアンがベルリンで、元オスマン帝国大宰相でアルメニア人虐殺の主な立案者であったタラート・パシャを殺害した暗殺事件である。裁判でテフリリアンは「私は人を殺したが、殺人者ではない。」と主張し、陪審団は無罪判決を言い渡した。
テフリリアンはオスマン帝国のエルズィンジャン出身だが、戦前にセルビアに移住した。ロシア軍のアルメニア人義勇軍に所属し、ジェノサイドで家族のほとんどを失った。復讐を決意した彼は、オスマン帝国の秘密警察に協力したハルチウン・ムグルディチアンをコンスタンチノープルで暗殺した。テフリリアンは、アルメニア革命連盟が秘密裏に実施したネメシス作戦に参加し、以前に暗殺に成功しているためタラート暗殺の任務に選ばれた。タラートはすでにオスマン帝国の軍法会議で有罪判決を受け、死刑を宣告されていたが、ドイツ政府の許可を得てベルリンに住んでいた。多くの著名なドイツ人がタラートの葬儀に参列し、ドイツ外務省は 「偉大な政治家と忠実な友人に捧ぐ」という花輪を送った。
テフリリアンの裁判は1921年6月2日から6月3日にかけて開かれ、弁護側の戦略は、タラートをアルメニア人虐殺の罪で裁判にかけることであった。大虐殺に関する広範な証拠が審理され、ステファン・アイリグによれば「20世紀で最も壮大な裁判のひとつ」となったという。テフリリアンは、自分は単独犯であり、殺害は計画的なものではなかったと主張し、ジェノサイドを生き延び、家族の死を目撃したという、劇的で現実的な、しかし真実味のないストーリーを語った。海外メディアはこの裁判を広く報道し、アルメニア人虐殺の事実が注目され、認識されるようになった。テフリリアンの無罪判決は、ほとんど好意的な反応をもたらした。
歴史家のアルプ・イェン氏は、この関係を「タラート・テフリリアン・コンプレックス」と呼んでいる。タラートはドイツに埋葬されたが、1943年に彼の遺骨はトルコに移され、国葬を行った。ポーランド系ユダヤ人の弁護士ラファエル・レムキンは、ニュースでこの裁判を知り、国際法におけるジェノサイドの罪を概念化するきっかけとなった。

## 背景

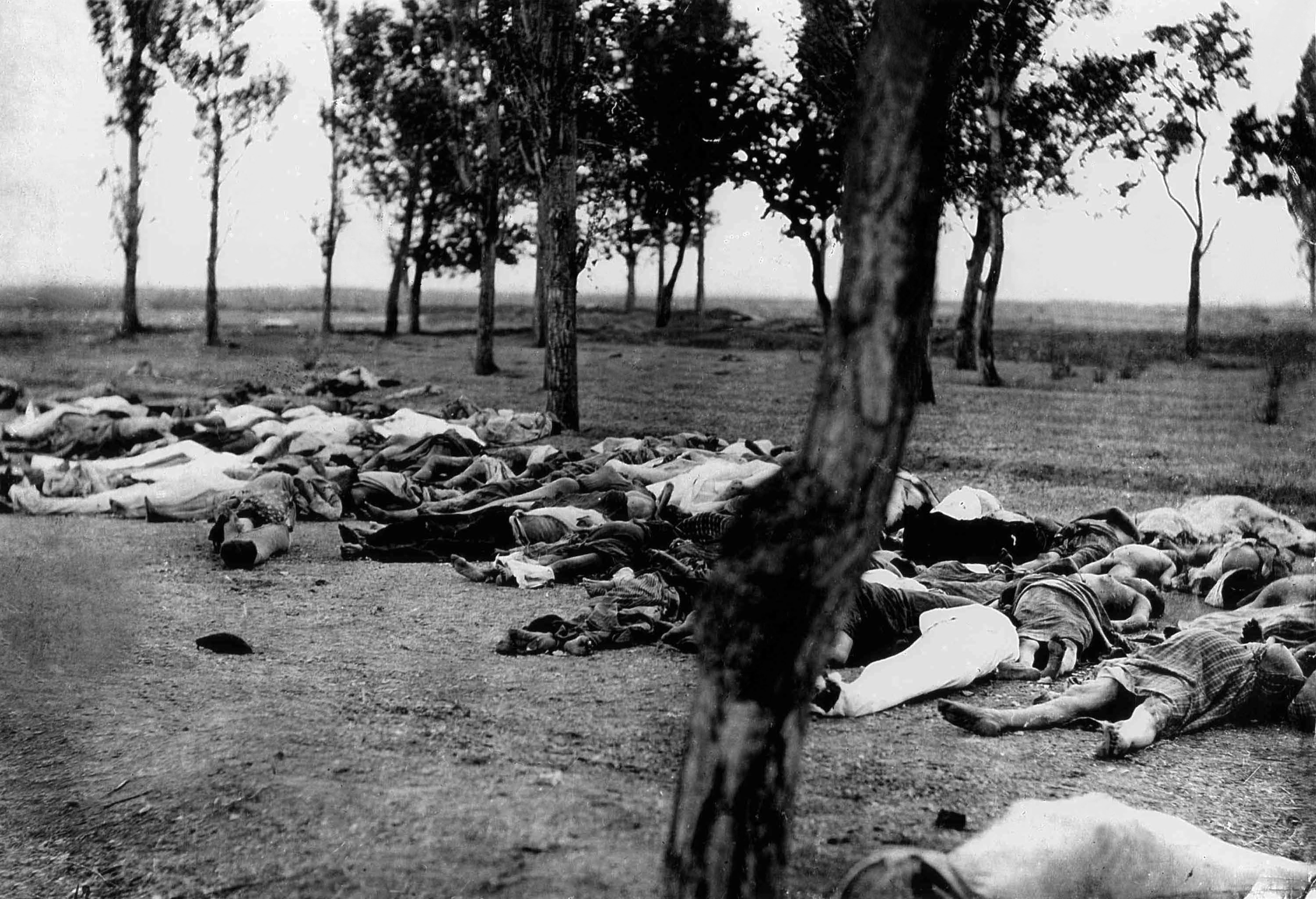
道路脇のアルメニア人の死体、 強制送還ルートでよく見かける光景だった。

統一と進歩委員会の指導者であったタラート・パシャは、第一次世界大戦中、オスマン帝国最後の有力な大宰相であった。アルメニア人虐殺の主な立案者とみなされたタラート、1915年、アルメニア人人口のほぼ全員をシリア砂漠に追放し、一掃するよう命じた。エルズルムから追放された4万人のアルメニア人のうち、デリゾールに到達したのは200人に満たなかったと推定されている。タラートが意図したよりも多くのアルメニア人が生き残ると、1916年に第二波の虐殺を命じた。タラートはこの大虐殺で約115万人のアルメニア人が消えたと推定した。1918年、タラートはジャーナリストのムヒッティン・ビルゲンに、「アルメニア人強制送還の際に適用された厳しさの全責任は私にある。」と述べ、「私は自分の行いを絶対に後悔していない。」と語った。
アメリカ大使ヘンリー・モーゲンソウがタラートに対して残虐行為を中止するよう説得しようとしたとき、アルメニア人の大部分が既に死亡しているため再考はしないと述べて遮り、「トルコ人とアルメニア人の憎しみは今、非常に激しくなっている。そうしなければ、彼らは復讐を企てるだろう。」と語った。トルコの作家ハリデ・エディプ・アドゥヴァルに、アルメニア人の絶滅はトルコの国益を増進させるために正当化されたものであり、「私は自分のしたことのために死ぬ覚悟はできている。」ともタラートは語った。1915年8月、アルメニア人虐殺を知った統一と進歩委員会の元財務大臣メフメト・カビッドは、タラートはアルメニア人に暗殺されると予言した。
第一次世界大戦中、ドイツ帝国はオスマン帝国の同盟国であった。ハンス・フォン・ヴァンゲンハイム大使は、過敏な地域からのアルメニア人の限定的な排除を承認した。オスマン帝国が同盟国の行動による風評被害を食い止めるため、これをはるかに超える行動をとったとき、ドイツの代表は時折外交的な抗議を行った。ドイツはジェノサイドに関する情報を検閲し、ジェノサイドを否定し、アルメニア人がオスマン帝国を後ろから刺したと非難するプロパガンダキャンペーンを行った。ドイツの不作為は、大量虐殺の責任はドイツにもあるという非難を招き、それはドイツの戦争責任をめぐる議論と絡んでいった。

## タラート・パシャのベルリンへの亡命

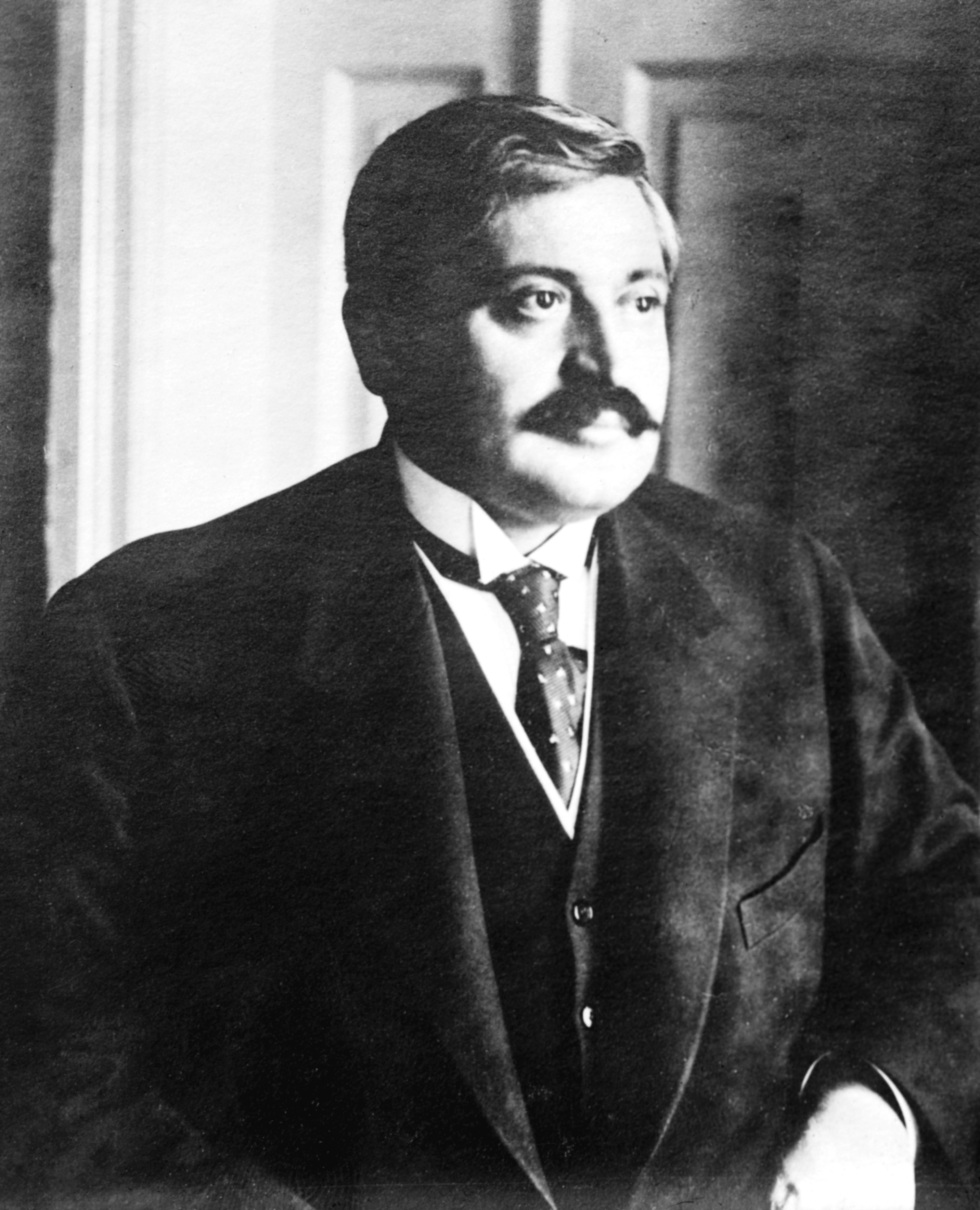
タラート・パシャ

1918年10月30日のムドロス休戦協定締結の後、入念な準備を行い、タラートは統一と進歩委員会の指導者（エンヴェル・パシャ、ジェマル・パシャ、バハエッディン・シャキル、ナズム・ベイ、オスマン・ベドリ、セマル・アズミ）とともに、11月1日から11月2日にかけての夜、ドイツの魚雷艇でコンスタンティノープルから逃亡した。ジェマルを除けば、全員が大量虐殺の主犯であった。彼らは罪の処罰を逃れ、抵抗運動を組織するために去った。ドイツの外相ヴィルヘルム・ゾルフはコンスタンチノープルの大使館にタラートを援助するよう指示し、「タラートは我々に忠誠を尽くしており、我が国は引き続き彼に対して寛容である。」とし、オスマン・トルコ政府からの身柄引き渡しの要請を拒否した。
11月10日にベルリンに到着したタラートは、アレクサンダー広場のホテルとポツダムのバーベルスベルクの療養所に滞在した後、現在のエルンスト・ロイター広場にあたるハーデンベルク通り4番地の9部屋のアパートに移った。タラートはアパートの隣にオリエンタル・クラブを設立し、ムスリムや、連合国に反対するヨーロッパ人が集った。外務省は、フランクフルター・ツァイトゥング紙の元コンスタンチノープル特派員パウル・ヴァイツを使って、このアパートでの出来事を監視した。ドイツ社会民主党の首相フリードリヒ・エーベルトの法令により、タラートの在住は合法化された。1920年、タラートの妻ヘイリエが加わった。ドイツ政府は、タラートの名前がアルメニア人殺し屋リストの筆頭に挙げられているという情報を入手し、メクレンブルクにある元オスマン帝国参謀総長フリッツ・ブロンサルト・フォン・シェレンドルフ所有の人里離れた屋敷に滞在するよう提案した。タラートは、政治的扇動を続けるには首都のネットワークが必要だったため、これを拒否した。統一と進歩委員会主導の抵抗運動は、やがてトルコ革命へとつながっていった。タラートは当初、トルコの政治家ムスタファ・ケマルを傀儡として使おうと考え、ベルリンからトルコの将軍たちに直接命令を下した。
タラートは亡命当初から影響力のあるドイツ人の友人を持っており、海外ではトルコ民族主義運動の代表として見られていたため、時間の経過とともに地位を獲得していった。アリ・サリー・ベイの名で偽造パスポートを使い、イギリスとオスマン帝国から指名手配されていたにもかかわらず、ヨーロッパを自由に旅行した。多くのドイツ紙がベルリンでの彼の存在を疑い、1920年3月にドイツ政府転覆を企てたカップ一揆が失敗した後の記者会見でタラートは演説した。多くのドイツ人、特に極右勢力はトルコを無実と見なし、セーヴル条約をヴェルサイユ条約と比較し、ドイツとトルコの間に「運命共同体」が存在すると考えた。タラートは回顧録を書いたが、その主な内容は大量虐殺を命じた自分の決定を擁護し、統一と進歩委員会の罪を免除するものであった。1919年7月5日、タラートと統一と進歩委員会の他の亡命者たちは、オスマン帝国の特別軍事法によって、「帝国のアルメニア人の虐殺と絶滅」の罪で有罪判決を受け、欠席裁判で死刑を宣告された。

## ネメシス作戦

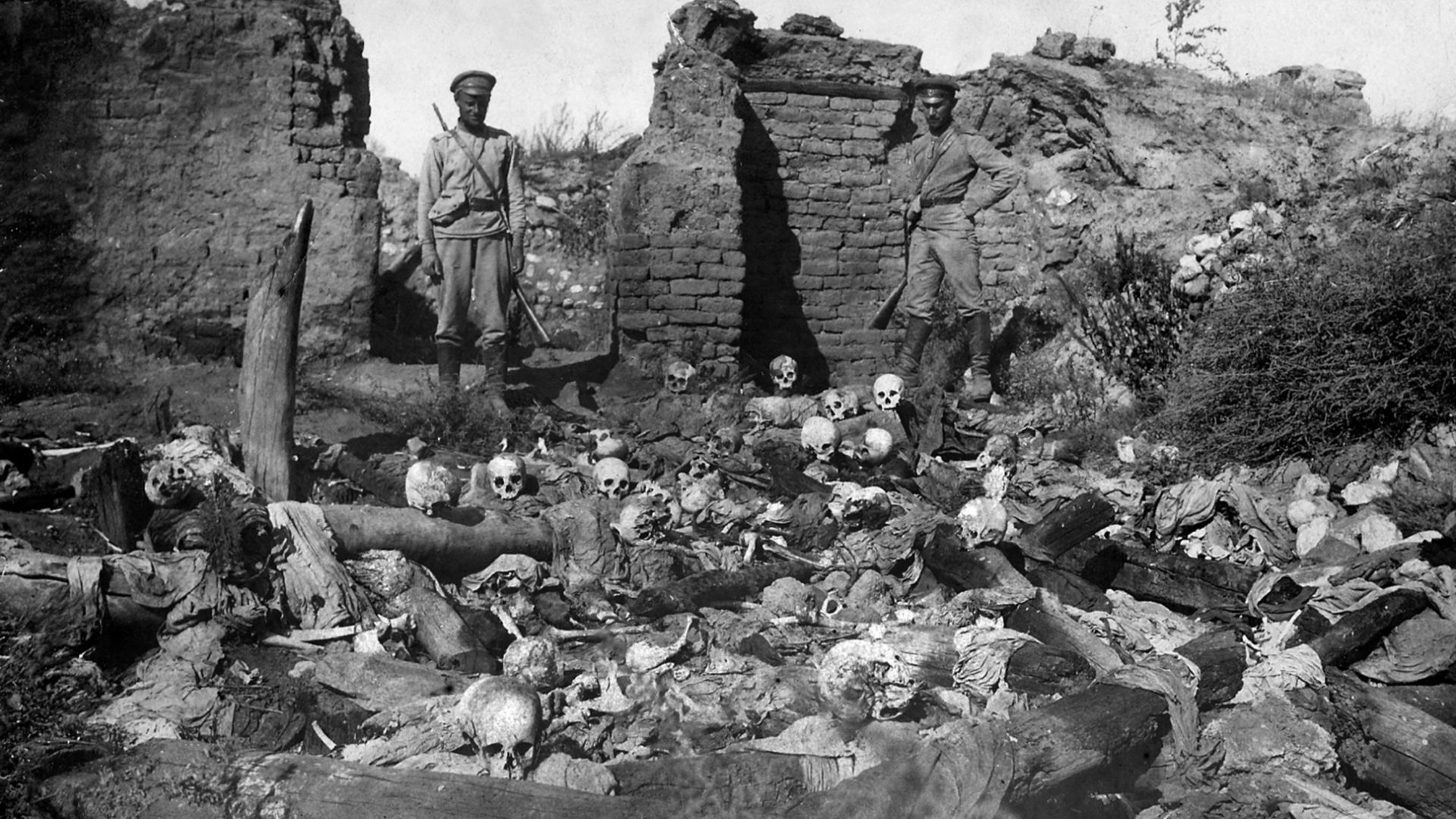
ムシュ近郊の旧アルメニア人村シェイカラン（現在のエイルメチ）で撮影されたロシア兵（1915年）

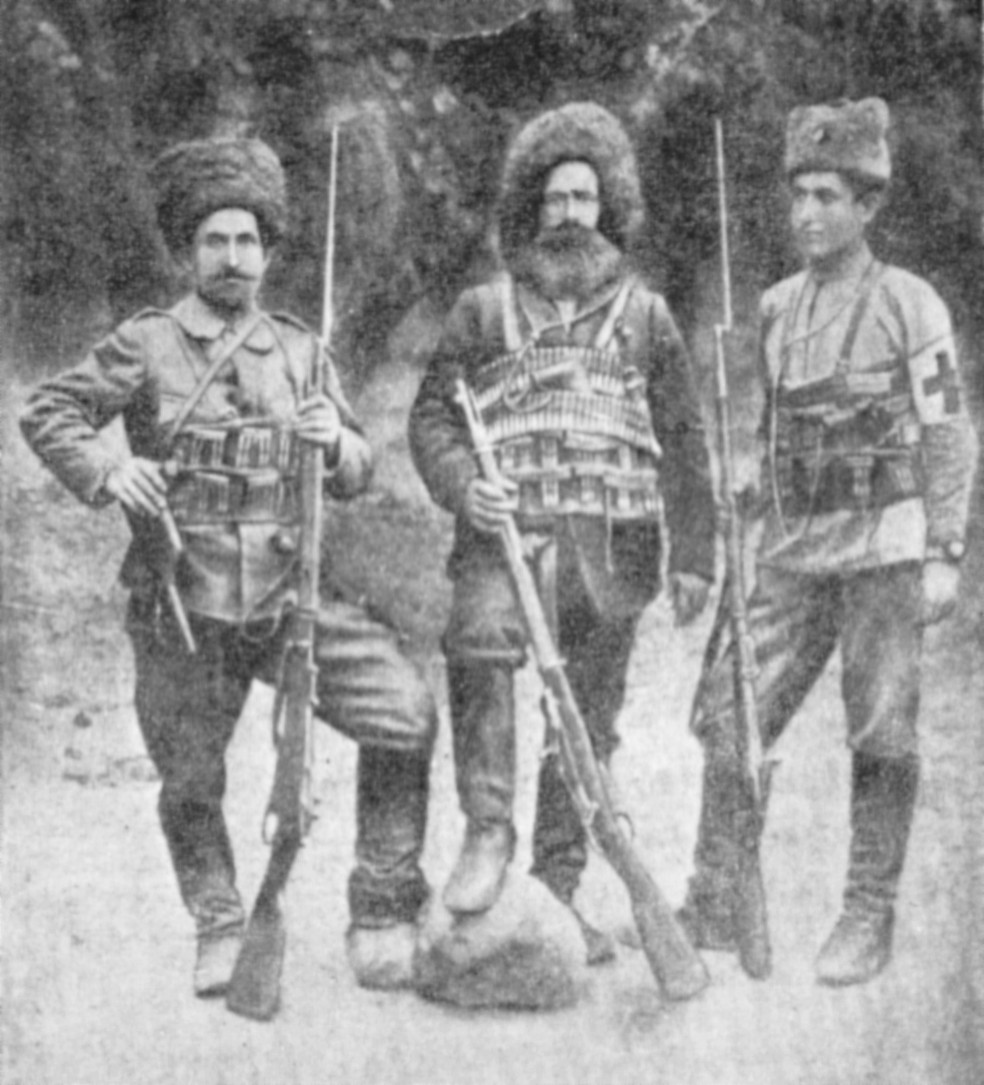
ロシア軍に志願したソゴモン（右）、サハク、ミサク・テフリリアン兄弟

大虐殺の加害者を裁く者が他にいないことが明らかになると、アルメニア革命連盟は、アルメン・ガロ、シャハン・ナタリー、アーロン・サチャクリアンを指導者とし、「ネメシス作戦」を秘密裏に実施した。共謀者たちは、暗殺の対象となる100人の大量虐殺実行犯のリストを作成し、タラートはそのリストの筆頭だった。ジェノサイドを生き延びたり、家族を失ったりした若者を中心に、暗殺を実行する志願者には事欠かなかった。ネメシスの工作員は、ターゲットの身元を確認せずに暗殺を実行することはなく、誤って罪のない人を殺さないように注意した。
これらの志願兵の一人は、エルズルム・ヴィライエトのエルズィンジャン出身のソゴモン・テフリリアンであった。戦争勃発時、テフリリアンはセルビアにいた。反アルメニア的な残虐行為について聞いた後、彼はロシア軍のアルメニア人義勇軍に参加した。部隊が西に進むと、ジェノサイドの余波を発見した。家族が殺されたことを知ったテフリリアンは、復讐を誓った。回想録には、ジェノサイドで亡くなった85人の家族が記されている。テフリリアンは、現在心的外傷後ストレス障害と呼ばれているものに起因すると思われる、定期的な失神発作やその他の神経系障害に悩まされていた。
終戦後、テフリリアンはコンスタンティノープルに赴き、オスマン帝国の秘密警察に勤務し、1915年4月24日に国外追放されたアルメニア人知識人のリスト作成に貢献したハルチウン・ムグディティチアンを暗殺した。この殺害により、ネメシスの工作員はタラート・パシャの暗殺を彼に託すことを確信した。1920年半ば、ネメシス組織はテフリリアンに渡米費を支払い、ガロは彼に、主要な実行犯に対して宣告された死刑判決が執行されていないこと、殺人犯が亡命先から反アルメニア活動を続けていることを説明した。その年の秋、トルコの民族主義運動がアルメニアに侵攻した。テフリリアンは、ネメシスが行方を追っていた統一と進歩委員会の指導者7人の写真を受け取り、ヨーロッパに出発し、まずパリに向かった。ジュネーブで機械工学の学生としてベルリン行きのビザを取得し、12月2日に出発した。
暗殺を企てる共謀者たちは、アルメニア共和国副領事リバリット・ナザリアントの邸宅で会合を持った。テフリリアンは12月中旬に腸チフスで倒れた後も、この会合に出席していた。彼はシャキルの追跡中に倒れ、1週間休養を余儀なくされたほどであった。ダシュナク中央委員会は、他の犯人を排除してタラートに焦点を当てるよう命じた。2月末、共謀者たちは、タラートがローマに向かうためにベルリン動物園駅から出発するのを発見し、タラートの居場所を突き止めた。ヴァハン・ザカリアンツは宿を探している男を装って調査し、タラートがハーデンベルク通り4番地に住んでいることを突き止めた。身元を確認するため、テフリリアンは向かいのハーデンベルク通り37番地にペンションを借り、タラートのアパートに出入りする人々を観察した。ナタリーからの命令はこうだった。「国家第一の殺人者の頭蓋骨を爆破しても、逃げようとはするな。死体の上に足を置いてそこに立ち、警察に投降しなさい。警察が来てあなたに手錠をかけるだろう。」

## 暗殺

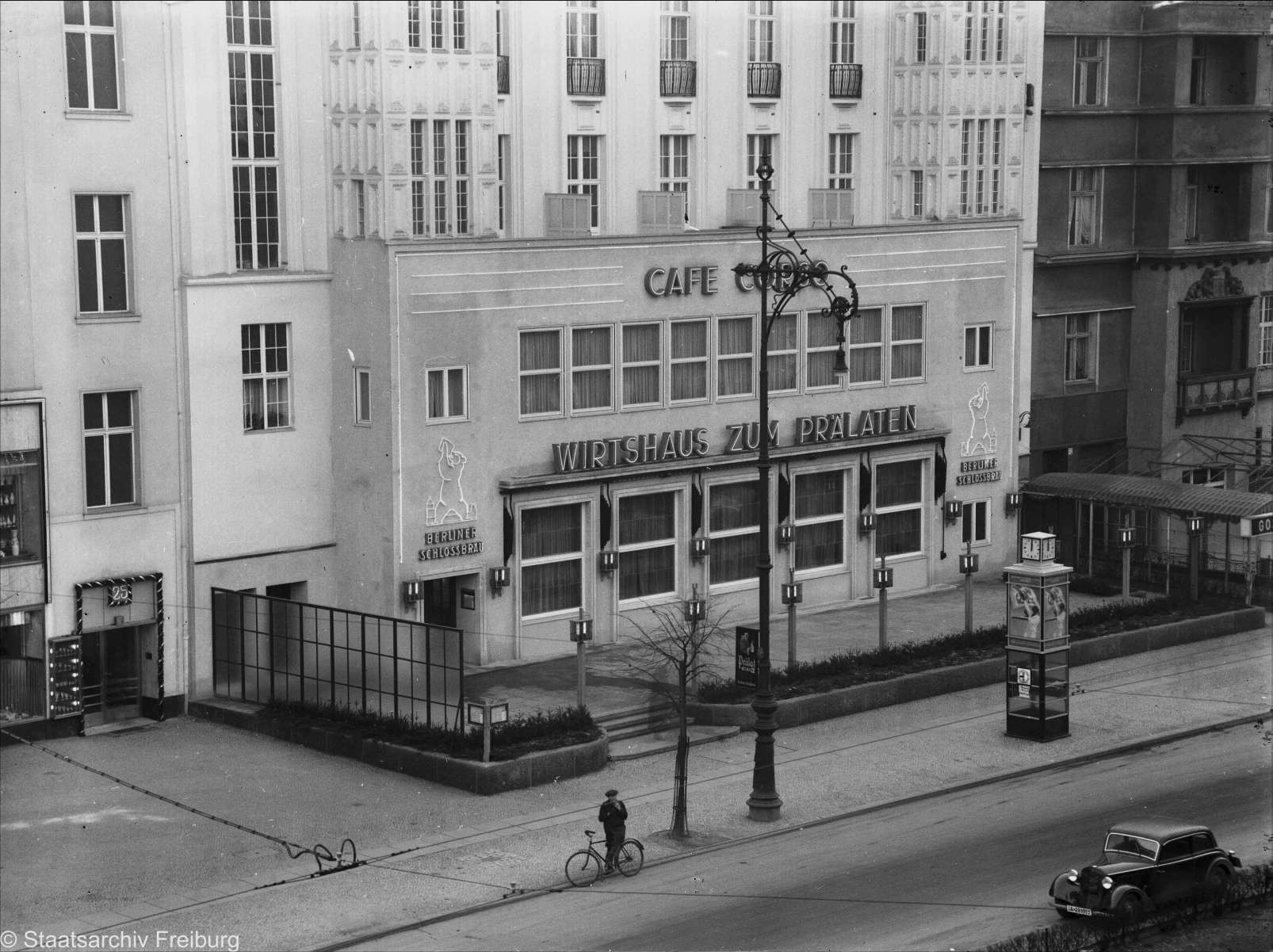
暗殺現場となったハーデンベルク通り27番地の前の街路

雨の降る火曜日（1921年3月15日）午前10時45分頃、タラートは手袋を買いにアパートを出た。テフリリアンは反対方向からタラートに近づき、彼を認識し、通りを横切り、背後から詰め寄り、人通りの多い街角のハーデンベルク通り27番地の外で彼のうなじを至近距離から撃ち、即死させた。弾丸は脊髄を貫通し、タラートの左目の上から出て脳を破壊した。タラートは前のめりに倒れ、血の海に横たわった。テフリリアンは最初、死体の上に立っていたが、野次馬が叫ぶと、自分の指示を忘れて逃げ出した。暗殺に使った口径9ミリのパラベラム・ピストルを捨て、ファサネン通りを通って逃走し、そこで店員のニコラウス・ジェッセンに逮捕された。群衆の中にいた人々は彼をひどく殴り、テフリリアンは片言のドイツ語で「大丈夫だ。私は外国人で、彼は外国人だ！」と叫んだ。その直後、彼は警察に「私は犯人ではない、彼が犯人だ。」と言った。
警察は遺体を封鎖した。同じ統一と進歩委員会の亡命者ナズム・ベイがまもなく現場に到着し、ハーデンベルク通り4番地にあるタラートのアパートに向かった。午前11時30分、タラートとしばしば会っていた外務省職員で親トルコ活動家のエルンスト・イェックも到着した。シャキルも暗殺を知り、警察のために遺体の身元を確認した。イェックとナズムは暗殺現場に戻った。イェックは外務省職員としての権限を行使して遺体を引き渡すよう警察を説得しようとしたが、殺人課が到着する前に警察はそれを拒否した。イェックは、「トルコのビスマルク」を通行人が見とれるような状態で外に置いておくわけにはいかないと訴えた。結局、彼らは遺体を運ぶ許可を得て、赤十字の車でシャルロッテンブルクの霊安室に送られた。暗殺の直後、シャキルとナズムは警察の保護を受けた。他の統一と進歩委員会亡命者たちは、次は自分たちになるのではないかと心配していた。

## 葬儀

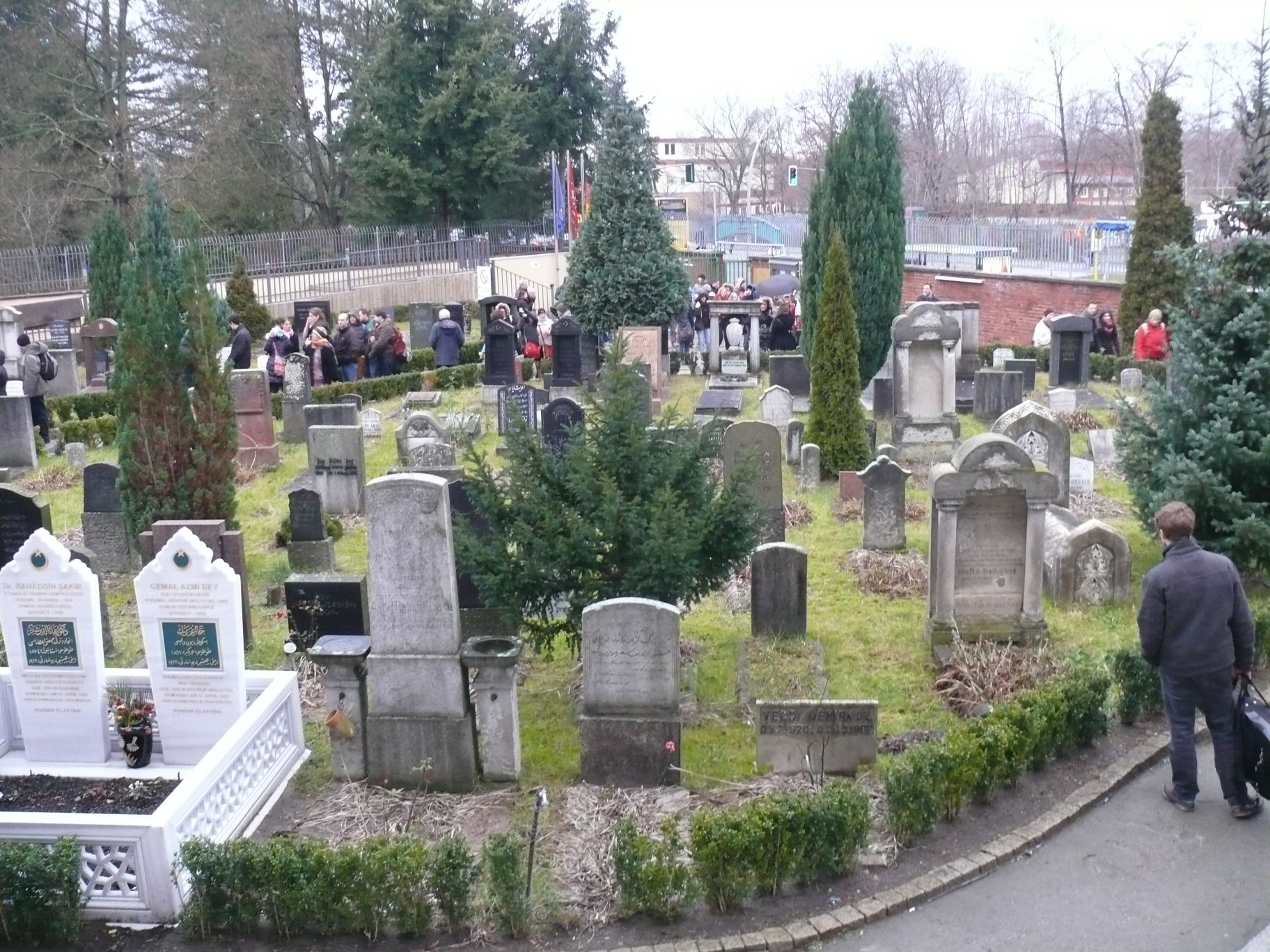
ベルリンのシェヒトリク・モスクの墓地にあるアルメニア人虐殺実行犯バハエッディン・シャキルとセマル・アズミを祀る墓（手前左）。どちらも1922年にネメシスの工作員によって暗殺された。

当初、タラートの友人たちはアナトリアでの埋葬を望んでいたが、コンスタンティノープルのオスマン帝国政府もアンカラのトルコ民族主義運動も遺体を望まなかった。第一次世界大戦の最悪の犯罪者とされる人物と関係を持つことは、政治的な責任となるからだ。タラートの葬儀にはヘイリエとオリエンタル・クラブからの招待状が送られ、3月19日、参列者の多い中、旧聖マティウス墓地に埋葬された。午前11時、トルコ大使館のイマーム、シュクリ・ベイによる礼拝がタラートのアパートで行われた。その後、大行列が棺を従えてマティウスに向かい、そこでタラートは埋葬された。
元外相のリヒャルト・フォン・キュールマンやアルトゥール・ツィンメルマン、元ドイツ銀行頭取、元バグダード鉄道局長、戦時中にオスマン帝国に従軍した軍人数名、亡命したヴィルヘルム2世の代理として参列したアウグスト・フォン・プラテン・ハレルミュンデなど、多くの著名なドイツ人が弔問した。ドイツ外務省からは、「偉大な政治家と忠実な友人に捧ぐ 」と書かれたリボンのついた花輪が送られた。シャキルはかろうじて平静を保っていたが、オスマン帝国国旗で覆われた棺が墓に下ろされる間、弔辞を読んだ。彼は、暗殺は「イスラム諸国に対する帝国主義政治の結果」であると主張した。
4月下旬、ドイツ人民党の国民的リベラル派の政治家グスタフ・シュトレーゼマンが、タラートを称える公的な記念式典を提案した。ドイツ・トルコ協会はこれを断った。シュトレーゼマンはジェノサイドをよく知っており、少なくとも100万人のアルメニア人が殺されたと信じていた。タラアトの遺品はベルリン公安局長のワイスマンの手に渡り、彼の手記はシャキルに渡され、出版された。

## 裁判

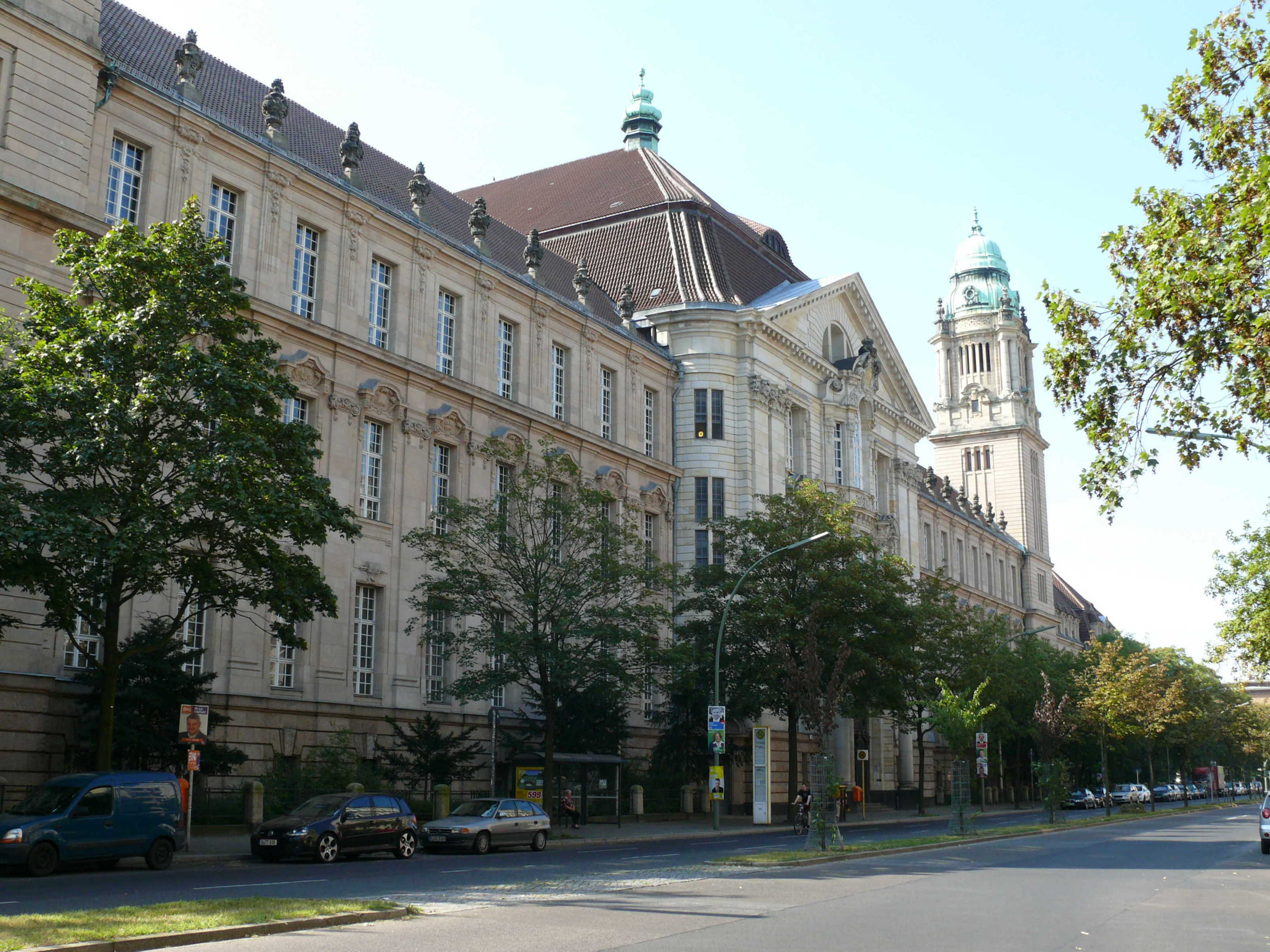
テフリリアンが裁判にかけられた裁判所

警察の捜査が始まった当初、テフリリアンにはトルコ語を話せる通訳が用意されていたが、彼はトルコ語を話すことを拒否した。3月16日、警察はネメシス作戦に参加していたアルメニア人通訳ケヴォルク・カルースティアンを採用した。テフリリアンは、復讐心からタラートを殺害し、ドイツに来る前にその行為を計画していたことを認めたが、警察には単独犯であると語った。彼の裁判では、テフリリアンは暗殺が計画的なものであったことを否定した。通訳は、テフリリアンの負傷によって行動不能になったという理由で、尋問調書への署名を拒否していた。予備捜査は3月21日までに終了した。
ダシュナクツチウンは、彼の弁護のために10万から30万マルクを集めたが、そのほとんどはアルメニア系アメリカ人からだった。ザカリアンツは裁判の間、テフリリアンの言葉をドイツ語に翻訳し、請求書の支払い、弁護の組織化、アメリカのダシュナク中央委員会の指示をテフリリアンに伝えることに関与した。カールスティアンはドイツ語からアルメニア語に通訳した。アドルフ・フォン・ゴードン、ヨハネス・ヴェルタウアー、テオドール・ニーマイヤーの3人のドイツ人弁護士は、それぞれ75,000マルクの報酬を得て、テフリリアンの弁護を担当した。彼らの卓越性により、裁判の宣伝効果はさらに高まった。州検察官はゴルニック、裁判官はエーリッヒ・レンベルクであり、12人の陪審員がこの事件を審理した。
裁判は6月2日から6月3日にかけてモアビート刑事裁判所で開かれた。法廷は完全に満席だった。ドイツに住む多くのアルメニア人が裁判を傍聴し、タラートの妻を含むトルコ人も傍聴した。ドイツ国内外の新聞記者も出席した。『デイリー・テレグラフ』紙、『シカゴ・デイリー・ニュース』紙、『フィラデルフィア・パブリック・レジャー』紙など多くの新聞社が記者証を要求した。歴史家のステファン・アイリグによれば、「20世紀で最も壮大な裁判のひとつ」であった。

### 弁護と起訴の戦略

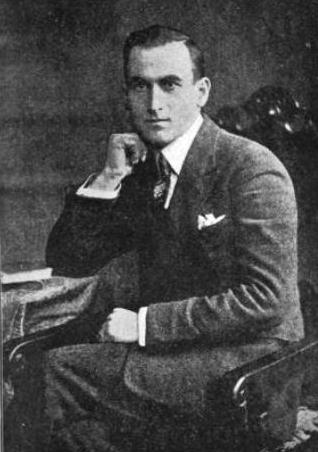
ソゴモン・テフリリアン（1921年）

弁護側の戦略は、テフリリアンの家族と、彼が死を命じた他の100万人のアルメニア人の殺害容疑で、タラート・パシャを裁判にかけることだった。ナタリーはこれを、アルメニア人の大義を宣伝する機会と考えた。彼は、テフリリアンがドイツの法律に従って有罪判決を受ける可能性は高いが、恩赦を得られることを望んでいると考えていた。ヴェルタウアーはもっと楽観的で、暗殺の数日後、依頼人の無罪を勝ち取ることを確信していると発表した。プロテスタントの宣教師で活動家のヨハネス・レプシウスは、1896年以来、アルメニア人の殺害に反対を表明しており、タラートに対する裁判の提訴に取り組んだ。社会民主党機関紙『フォアヴェルツ』が指摘するように、彼らの戦略は成功した。「現実には、被告席に座っていたのは血に染まったタラート・パシャの影であり、真の罪状は、生きて残された数少ない犠牲者の一人である彼の処刑ではなく、おぞましいアルメニア人の恐怖であった。」
無罪の可能性を最大化するために、弁護側はテフリリアンを国民全体の復讐者ではなく、孤独な自警団員として紹介した。ドイツ警察はテフリリアンの仲間を探したが、見つからなかった。弁護側は、タラートがテフリアンの母親を死に至らしめたことを証明することで、テフリリアンとタラトの関係を作り上げようとした。弁護側の主張は、タラートの犯罪の重大さとともに、テフリリアンの精神的外傷状態にも基づいておりドイツの刑法51条の一時的心神喪失の法律に従って、彼の行為に責任を負わせない可能性があった。
対照的に、ドイツ検察側の主な目的は、審理を非政治化し、ジェノサイドにおけるドイツの役割についての議論を避けることであった。裁判は弁護側が要求した3日間ではなく、わずか1日半で行われ、弁護側が呼んだ15人の証人のうち6人は審理されなかった。検察側は暴露を最小限にするため、裁判を「カメラ内」で審理することを申請したが、外務省は、秘密主義がドイツの評判を向上させないことを恐れ、この解決策を拒否した。歴史家のキャロライン・ディーンは、裁判を早く終わらせ、戦時中のドイツの行動を肯定的に描こうとした結果、「テフリリアンを正義のために殺人者を銃殺せざるを得なかった悲劇的な人間の良心の象徴に図らずも変えてしまった。」と書いている。
アイリグや他の歴史家たちは、検事の戦略には深い欠陥があり、検事の無能さ、あるいは有罪を勝ち取る動機の欠如を物語っていると主張している。ゴルニックは、オスマン帝国内の出来事は暗殺とは無関係であると主張し、大量虐殺に関する証拠の提出を避けようとした。いったん証拠が提出されると、彼はタラートがアルメニア人の残虐行為に関与したことを否定し、最終的にはタラートが送った命令を正当化せざるを得なかった。裁判の前、反アルメニア的な『ドイツ・オールゲマイネ・ツァイトゥング』紙を支配していたハンス・フマンは、検事局に激しく働きかけた。彼はタラート・パシャの手記を入手することができたが、検察官はそれを裁判で証拠採用しなかった。ゴルニックはフマンのロビー活動に嫌気がさし、おそらく被告に同調したのではないかとアイリグは推測している。裁判後、ゴルニックは『ドイツ・オールゲマイネ・ツァイトゥング』の編集委員に任命された。

### テフリリアンの証言

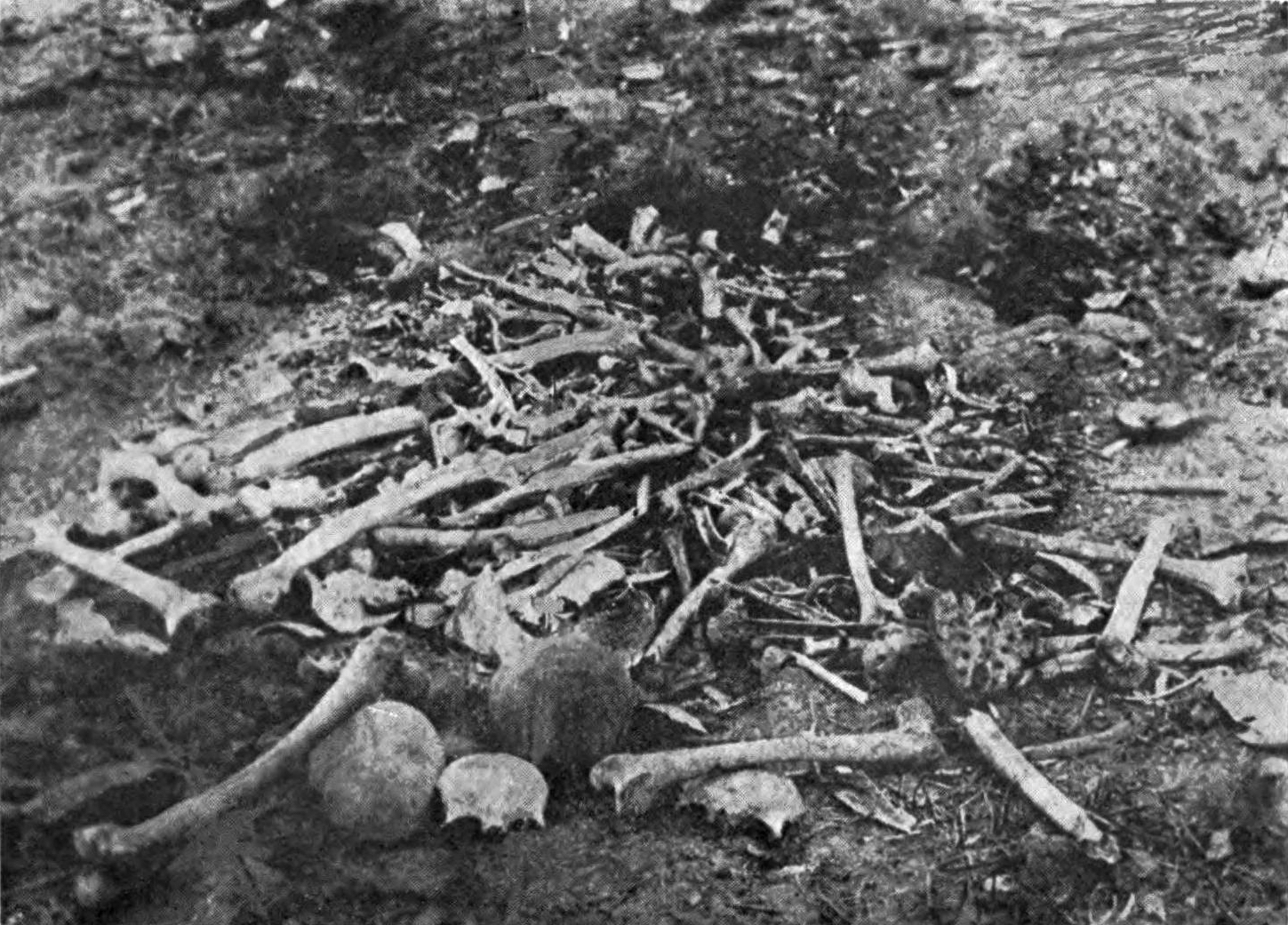
エルズィンジャンでのアルメニア人虐殺の結果

裁判は、裁判長がテフリリアンに大虐殺について多くの質問をするところから始まったが、この質問は、裁判長が大虐殺とそれに関するトルコ語やドイツ語の語りについて知識があることを明らかにした。裁判長はテフリリアンに、ジェノサイドの際に目撃したことを語るよう求めた。テフリリアンによると、戦争勃発後、エルジンジャンではほとんどのアルメニア人男性が軍隊に徴兵された。1915年初頭、何人かのアルメニア人コミュニティの指導者が逮捕され、彼らの虐殺の報告が街に届いた。1915年6月、一般追放令が出され、武装した憲兵が市内のアルメニア人に家を捨てさせ、財産を残させた。街を離れるや否や、憲兵隊は犠牲者を射殺し、貴重品を略奪し始めた。テフリリアンは「憲兵の一人が私の妹を連れ去った」と言ったが、「この暗黒の日のことを再び話すくらいなら、今死んだほうがましだ」と、それ以上話を続けなかった。裁判官に促されると、彼は母親と兄が殺されるのを目撃し、その後意識を失い、兄の死体の下で目覚めたことを思い出した。彼は二度と妹に合うことはなかった。この後、テフリリアンは数人のクルド人の家に身を寄せ、他の生存者とともにペルシアに逃れたという。
テフリリアンは、虐殺を扇動した責任は誰にあるのか、アダナ虐殺などの歴史的前例について質問された。それから初めて、裁判官は計画殺人の罪を読み上げた。有罪かどうかと問われたテフリリアンは、当初は暗殺の実行を認めていたにもかかわらず、「ノー」と答えた。彼は「良心の呵責はないので自分が有罪だとは思っていない。私は人を殺しましたが、殺人者ではありません。」と説明した。テフリリアンはタラート殺害計画を否定したが、殺害の2週間前に厳格を見たと述べた。「虐殺の映像が何度も何度も目の前に現れた。私は母の亡骸を見た。この死体は立ち上がり、私のところに来て言った『タラートがここにいるのを見たのに、まったく無関心なのか？お前はもう私の息子ではない！』。」このとき、彼は「突然目覚めて、タラートを殺す決心をした。」と言った。さらなる尋問の後、彼はタラートがベルリンにいることを知らなかったと否定し、オスマン・トルコの高官を殺す計画はなかったと繰り返した。裁判官は検察官のさらなる追及の後、「彼（テフリリアン）の決意に変化があった」と述べ、テフリリアンを支持した。
この証言は虚偽であった。テフリリアンは家族が殺されたとき、実際にはロシア軍のアルメニア人志願兵とともに戦っていた。歴史家のロルフ・ホスフェルドは、テフリリアンは「非常に手入れされていた」と述べ、彼の証言は信憑性が高いと言う。歴史家のテッサ・ホフマンは、テフリリアンの証言は虚偽ではあるが、「彼の同胞の集団的運命の極めて典型的で本質的な要素」を含んでいたと言う。検察側は証言の真偽を争わなかったため、真実が明らかになったのは数十年後のことだった。裁判中、テフリリアンがアルメニア人革命グループに属していたかどうか、あるいは陰謀の一環として暗殺を行ったかどうかを問われることはなかった。もし暗殺が計画的な陰謀の一環であったことを法廷が知っていたら、テフリアンは無罪にならなかっただろうとホスフェルドは主張する。

### ジェノサイドに関する他の証言
裁判所は、暗殺とその直後の目撃者である警察官と検視官、そしてテフリリアンの2人の女主人から話を聞いた後、ベルリンでテフリリアンと交流のあったアルメニア人に証言を求めた。これらの証人はアルメニア人虐殺に関する情報を提供した。レボン・エフティアンは法廷で、ジェノサイドの間、彼の家族はエルズルムにいて、両親は殺されたが、他の親戚はなんとか逃げ延びたと語った。テフリアンの通訳ザカリアンツもその日のうちに証言し、1890年代のハミディイェ虐殺で父、母、祖父、兄弟、叔父を失ったと述べた。ベルリンのアルメニア人タバコ職人であるテルジバシアン氏は、ジェノサイドの際にエルズルムにいた友人や親戚はすべて殺されたと証言した。

#### クリスティーン・テルジバシアンの証言

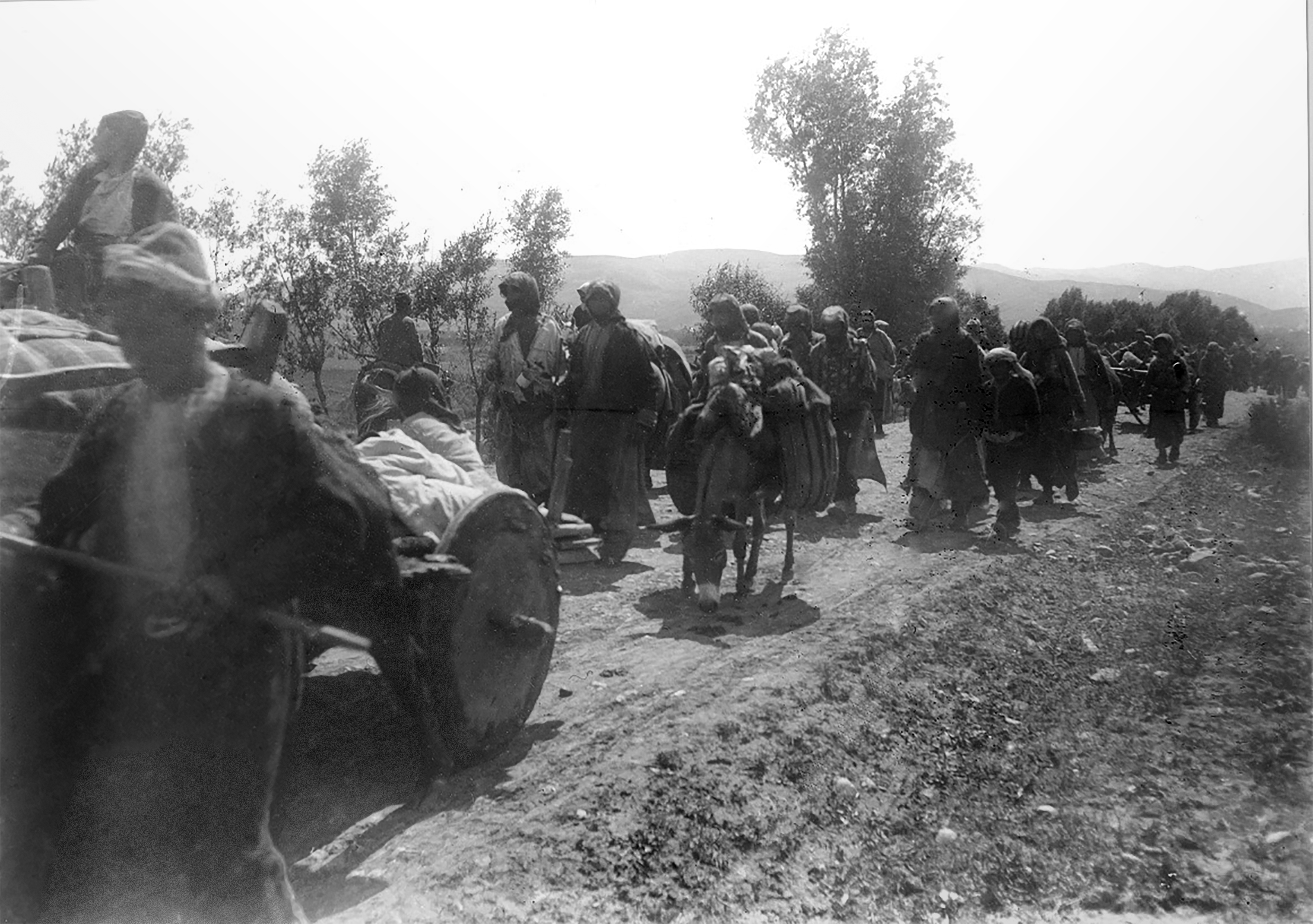
エルズルムの追放されたアルメニア人（ヴィクトル・ピエッチマン撮影）

タバコ屋の妻クリスティーン・テルジバシアンは、暗殺のことは何も知らないと言った。弁護側は彼女にアルメニア人虐殺についての証言を求め、裁判官はこれを認めた。彼女もまたエルズルム出身で、21人の親戚のうち生き残ったのは3人だけだったという。彼女は、アルメニア人は500家族からなる4つのグループに分かれて、エルズルムからエルズィンジャンに向かって強制退去させられたと言った。彼らは先に殺された他のアルメニア人の死体の上を歩かなければならなかった。彼女は、エルジンジャンに到着した後、男性は他の強制送還者から引き離され、一緒に縛られて川に投げ込まれたと証言した。彼女は、残りの男たちはマラティヤの上の山で斧で殺され、水に投げ込まれたと説明した。
その後、「憲兵隊がやってきて、最も美しい女性や少女を選び出し」、拒否した者は「銃剣で突き刺され、足を引き裂かれた」とテルジバシアンは回想した。殺人鬼らは妊婦を切り裂き、子供を殺したという。これは法廷に大きな波紋を呼んだ。彼女は、自分の兄が殺され、母親もすぐに死んだと述べた。彼女がトルコ人の一人との結婚を拒んだとき、「彼は私の子供を奪って捨てた」。さらに悲惨な詳細を語った後、真実は彼女が語る以上にひどいものだったと彼女は言った。「エンヴェル・パシャの命令で起こったことで、兵士たちは強制連行された人々にひざまずかせ、『パシャ万歳！』と叫ばせたのです。」弁護側は、エルズィンジャンにいた2人のドイツ人看護婦を含む他の目撃者が彼女の証言を裏付けていると述べた。したがって、ゴードンは、テフリリアンの証言も「根底から真実」であると主張した。

#### 専門家による証言
前回の証言の信憑性について、2人の専門家証人の聴取が行われ、検事も聴取に同意した。レプシウスは、強制送還はタラート・パシャを含む「青年トルコ委員会」によって命じられたと証言した。レプシウスはアルメニア人の強制送還に関するタラートからの文書の原本から「強制送還の目的地は無である」（Das Verschickungsziel ist das Nichts）を引用し、これが実際にどのように行われたかについて詳細を述べた。。レプシウスは、「予防措置」という公式の口実にもかかわらず、「権威ある人物は、これがアルメニア民族の消滅に関わるものであることを、非公式に公然と認めていた」と指摘した。レプシウスは、彼が編集した外務省の文書集『ドイツとアルメニア』について言及し、裁判所が聞いたような同様の証言がさらに何百も存在すると述べ、全体で100万人のアルメニア人が殺害されたと推定した。
ドイツのオットー・リーマン・フォン・ザンデルス将軍は、統一と進歩委員会政府がアルメニア人の強制送還を命じたことを認めたが、強制送還の言い訳と正当化も行い、それは軍事的必要性と「軍の最高権威」の助言のために起こったと主張した。彼は、これらの高級軍人たちのほとんどがドイツ人であったことは認めなかった。他の証人とは異なり、リーマン・フォン・サンデルスは、タラートが大量虐殺の個人的責任者であるかどうかはわからないと述べた。

#### グリゴリス・バラキアンの証言

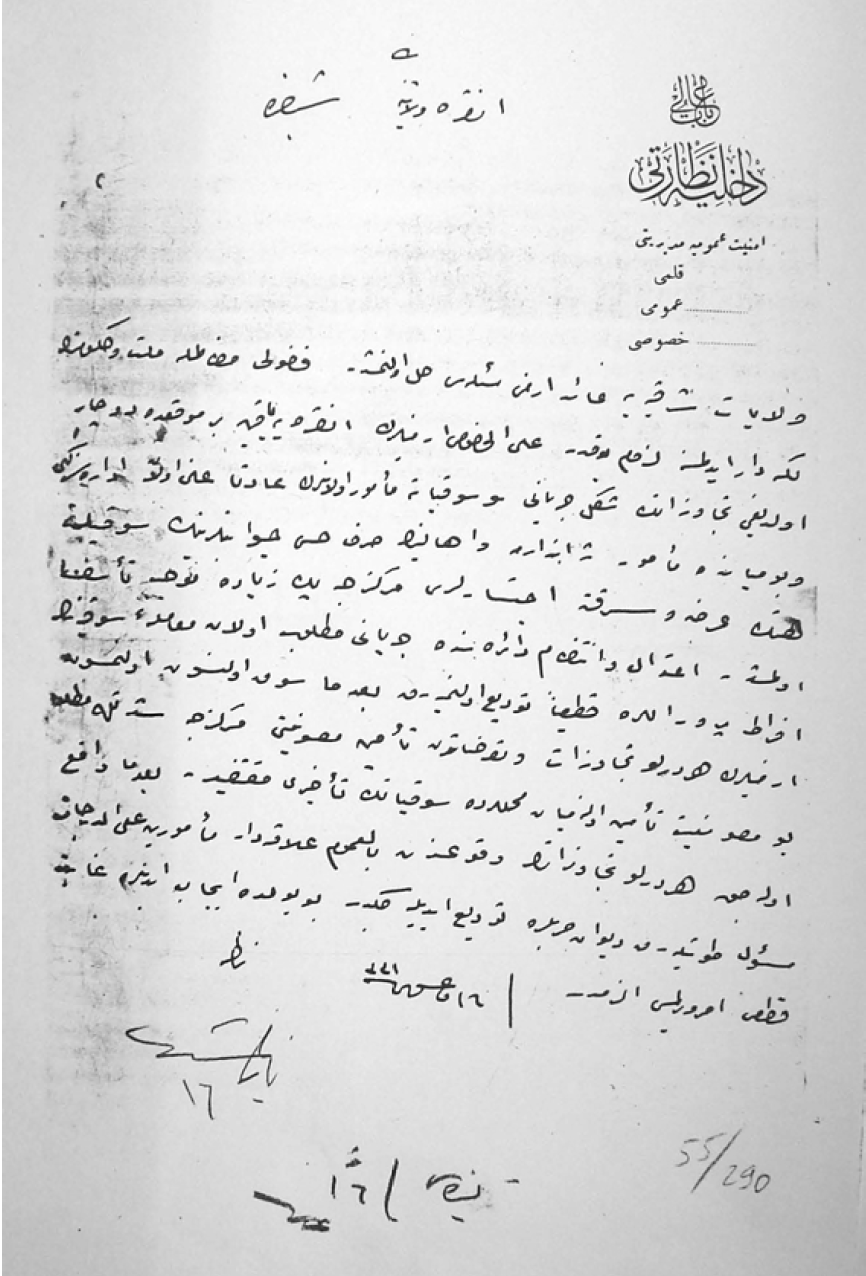
1915年8月29日、タラート・パシャが送った電報。「東部諸州のアルメニア人問題は 解決された。これ以上の残虐行為で国家と政府を汚す必要はない。」

次に証言したのは、4月24日に強制送還された一人で、イギリスのマンチェスターから来たアルメニア人司祭グリゴリス・バラキアンだった。バラキアン司祭は、アンカラで彼の護送隊のほとんどが殴り殺されたことを語った。「正式名称は 『国外追放』でしたが、実際は組織的な殲滅政策でした。」と彼は述べ、こう説明した。
町から4時間ほどでヨズガトに着くと、谷間で何百人もの髪の長い女性や少女の頭を見た。私たちの護衛の憲兵隊長はシュクリという名前だった。私は彼に言った。「殺されたのは男だけだと思っていた。」いや、彼は言った。「もし男だけを殺して女や少女を殺さなければ、50年後にはまた数百万人のアルメニア人がいることになる。だから、国内外を問わず、きっぱりと決着をつけるために、女子供たちを抹殺しなければならない。」
シュクリは、ハミディイェ虐殺のときとは異なり、今回はオスマン帝国が「証人がいかなる法廷にも出廷させない」ように措置を講じたと説明した。砂漠で餓死してしまうからこそ、バラキアンには自由に話すことができたという。シュクリは、4万人のアルメニア人を棍棒で殴り殺すよう命じたと言った。しばらくして、ゴードンが割って入り、バラキアンにタラートからの電報について尋ねた。バラキアンは、キリキアのオスマニエ副知事アサフ・ベイに送られた電報を見たことがあると言った。「アルメニア人のうち何人がすでに死亡し、何人がまだ生存しているか、速やかに電報で知らせてください。内務大臣、タラート。」アサフはバラキアンに、「何を待っているのか。"直ちに"虐殺を始めろ！」と述べた。バラキアンは、バグダード鉄道で働くドイツ人に命を救われたと語った。彼は、アルメニア人は正しくタラートに虐殺の責任を負わせたと述べた。

#### 聴取されなかった証人と証拠
弁護側は、アルメニア人ジャーナリスト、アラム・アンドニアンが収集したタラート・パシャの電報数通を証拠として読み上げ、大量虐殺におけるタラートの罪を証明しようとした。アンドニアンは証言の準備をしてベルリンにやってきて、現在は紛失している電報の原本を何通か持参した。弁護側は、アレッポの元ドイツ領事ヴァルター・レスラーに証言を求めたが、タラートが「アルメニア人の絶滅を望み、組織的に実行した」と信じていると証言すると告げたため、外務省の上司はこれを阻止した。外務省は、レスラーが大量虐殺に関するドイツの知識と加担を暴露するのではないかと心配したのである。弁護団の要請で、レスラーはアンドニアンの電報を調査し、本物である可能性が高いと結論づけた。検察官は、テフリリアンがタラトに責任を負わせたことに疑いはないという理由で異議を唱えたので、アンドニアンは証言せず、彼の電報は証拠採用されなかった。結局、弁護側は、タラートの有罪に関するさらなる証拠の提出要求を取り下げた。このときすでに、陪審員たちはテフリリアンの有罪よりもタラートの有罪に集中していた。
タラートの電報は、『ニューヨーク・タイムズ』紙などの報道で取り上げられた。召喚されながら聴取されなかった他の証人には、ブロンサルト・フォン・シェレンドルフ、兵士のエルンスト・パラキンとフランツ・カール・エンドレス、衛生兵のアルミン・T・ヴェグナー、エルズルムの副領事として虐殺を目撃したマックス・エルヴィン・フォン・ショイブナー＝リヒターなどがいた。

### 精神状態
5人の専門家証人が、テフリリアンの精神状態と、それがドイツの法律に従って彼の行動の刑事責任を免責するかどうかについて証言した。全員が、彼が1915年に経験したことのために、定期的に「てんかん」の発作に苦しんでいることに同意した。アイリグによると、どの医師もテフリリアンの状態を明確に理解していなかったが、彼らの理解は、後の心的外傷後ストレス障害という病気に似ていた。ロバート・ストーマー医師が最初に証言し、彼の意見では、テフリリアンの犯行は計画的な殺人であり、彼の精神状態に起因するものではないと述べた。フーゴー・リープマンによると、テフリリアンは1915年に目撃したことが原因で「精神病質者」になっており、したがって自分の行動に完全な責任はなかった。神経学者であり教授であったリヒャルト・カッシーラーは、「感情の乱れが彼の症状の根本原因」であり、「影響てんかん」が彼の人格を完全に変えてしまったと証言している。エドマンド・フォースターは、戦争中のトラウマ体験が新たな病態を引き起こすことはなく、すでに存在していた病態を顕在化させたに過ぎないが、テフリリアンの行動には責任がないことに同意した。最後の専門家であるブルーノ・ハーケも「影響てんかん」と診断し、テフリリアンが自分の意志で行動を起こした可能性を完全に否定した。

### 最終弁論
初日にすべての証人の尋問が行われた。2日目の午前9時15分、裁判官は陪審員に向かって、次の質問に答える必要があると述べた。「第一に、被告ソゴモン・テフリリアンは、1921年3月15日、シャルロッテンブルクで、計画的に、他の人間であるタラート・パシャを殺害したことについて有罪であるか。第二に、被告人は反省してこの殺人を実行したか。 第三に、軽減すべき事情があるか。」
ゴルニックは短い最終弁論のみ行なった。裁判記録では弁護側の35ページに対し、彼の演説は6ページであった。ゴルニックは、テフリリアンは計画的殺人罪（過失致死罪は刑が軽い）であると主張し、死刑を求刑した。ゴルニックは、政治的憎悪と怨嗟がこの犯罪を完全に説明すると主張した。テフリリアンは、オスマン帝国からベルリンに移動し、目的の被害者の向かいに部屋を借り、タラートを注意深く観察し、最終的に殺害するという、かなり前から殺害を計画していた。彼はリマン・フォン・サンダースの証拠を強調し、彼がレプシウスよりも信頼できると主張し、ドイツの将軍が実際に語ったことを歪曲した。ドイツの敗戦に関する「背後の一突き」に訴えながら、ゴルニックは、アルメニア人の「離反」は、彼らが「連合国と共謀し、戦況が許す限りすぐにトルコ人を背後から刺し、彼らの独立を達成しようと決心した」ために実行されたと主張した。虐殺におけるタラートの責任を証明する証拠は何もないと主張した彼は、裁判で提出された文書の信頼性と、タラートに死刑を宣告した法廷の客観性に疑問を呈した。演説の最後には、タラート・パシャの愛国心と名誉を強調した。
弁護人のうち、ゴードンが最初に発言し、ゴルニックを「タラート・パシャの弁護人」だと非難した。彼は、タラートと大量虐殺の実行を結びつける証拠、特に電報を支持した。彼は、100万人のアルメニア人に対するこのような大規模な絶滅は、中央政府の調整なしには起こり得なかったと主張した。さらに、弁護側は、ドイツの判例法における「熟慮」とは、殺人の決定がなされた時点のことであり、その他の準備を除いたものであると指摘した。計画された行為であっても、その実行の瞬間に熟慮がなければ、殺人にはならないと主張した。
ヴェルタウアーは、タラートは「軍国主義内閣」に所属していたと述べている。「軍国主義者」とは、正義に反対し、「軍事的必要性」と「調和」させることができない場合には法律を無視する者であると定義している。ヴェルタウアーは、連合国によるラインラント占領とボリシェヴィキもまた「軍国主義」政権であると宣言した。彼は、これらの「軍国主義者」と、ウィリアム・テルになぞらえた高貴な人物であるテフリリアンとの間に劇的な対照を描いた。「テルが（暴君アルブレヒト）ゲスラーに矢を射たとしたら、世界中の陪審員の中で、どの陪審員がテルを断罪したであろうか。この法廷で語られたこと以上に人道的な行為があるだろうか。」弁護側は、テフリリアンの行為は強制的なものであったと主張するとともに、正当なものであったと主張した。
検察側も弁護側も、大量虐殺時のドイツとトルコの行動の違いを強調した。ヴェルタウアーは、タラートはドイツ政府に知られることなくベルリンに住んでいたと主張した。ニーマイヤーは、免責されれば、ドイツが大量虐殺の責任を負っているという「世界が私たちに対して抱いている誤解に終止符が打たれるだろう」と述べた。

### 判決

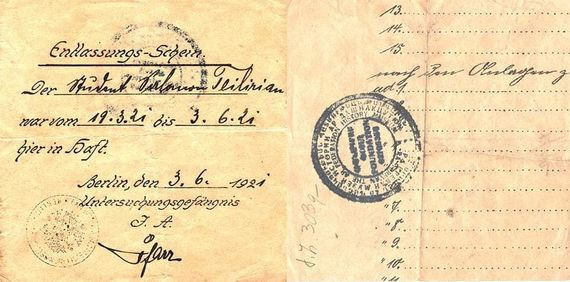
ソゴモン・テフリリアンの釈放

最終弁論が終わった後、裁判官はテフリリアンに何か付け加えることはないかと尋ねたが、彼はそれを断った。陪審員は1時間審議した後、テフリリアンがタラートを故意に殺したとして有罪かどうかという質問に対し、「いいえ」の一言で答えた。全会一致の評決で、検察側が控訴する可能性はなくなった。聴衆は拍手喝采に包まれた。訴訟費用306,484マルクは国庫が負担した。ゴルニックは、無罪判決は一時的な心神喪失に基づいていると述べた。アイリグは「陪審は必ずしも『一時的な心神喪失』を理由にテフリリアンを無罪としたわけではない」と述べ、弁護側はテフリリアンの行為の医学的側面よりもむしろ政治的側面に重点を置いていたと指摘している。
無罪判決後、テフリアンはドイツから追放された。バラキアンと共にマンチェスターに行き、その後「サロ・メリキアン」という偽名でアメリカに渡り、そこで『ハイレニク』編集委員会は彼を称えた。その後も体調を崩し、ストレス障害の治療が必要だった。彼はセルビアのベオグラードに定住し、1950年までそこで暮らした。世界中の多くのアルメニア人が購入した裁判の記録は、テフリリアンの弁護費用を回収し、ネメシス作戦の資金を調達するために販売された。

## 報道

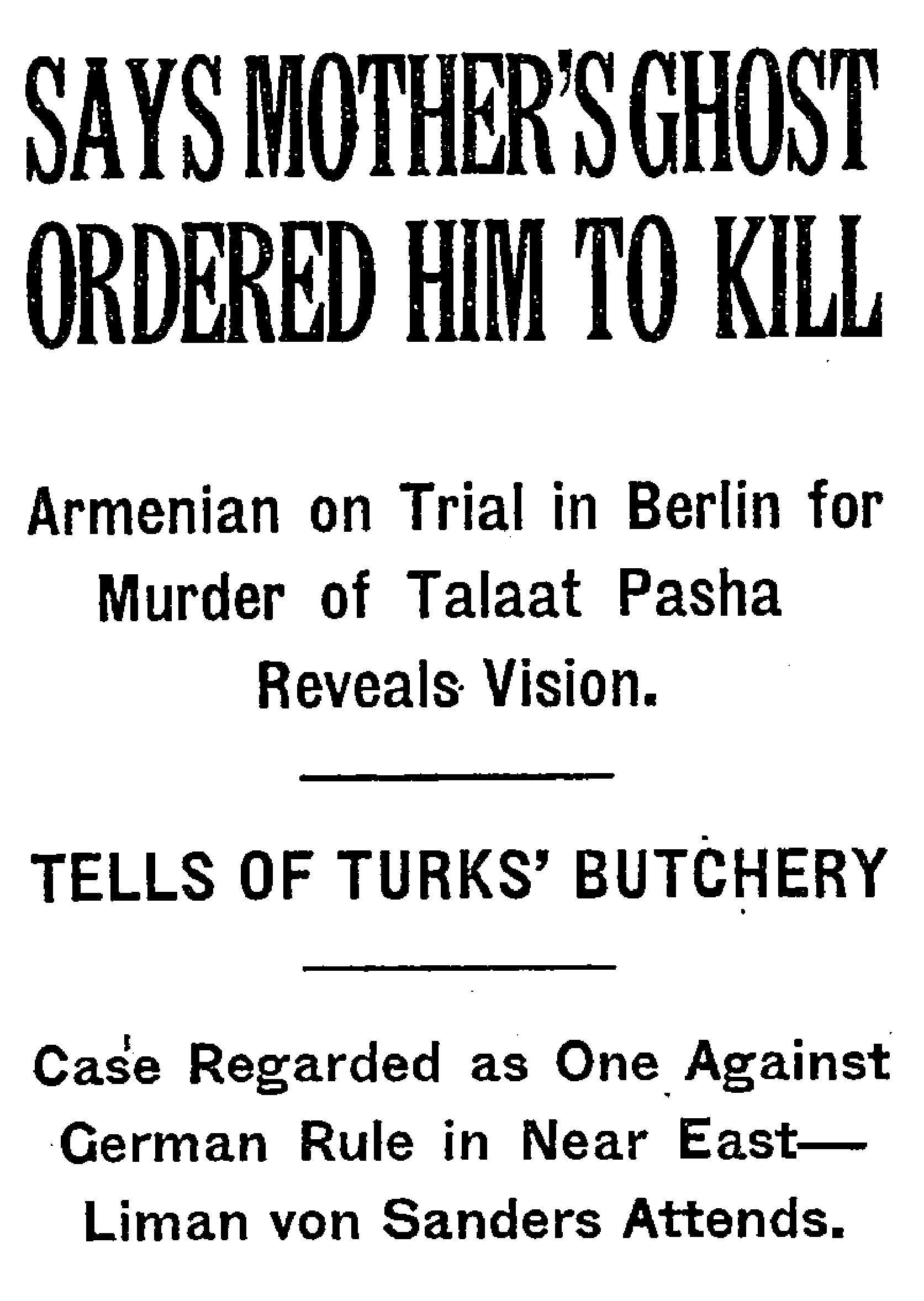
『ニューヨーク・タイムズ』紙での裁判の報道

暗殺と裁判は国際的に広く報道され、ジェノサイドの事実に注目と認識をもたらした。同時代の人々は、この裁判がテフリリアン個人の罪よりもアルメニア人大量虐殺に関するものであると理解した。報道は、ジェノサイドの犠牲となったアルメニア人に対する国民の同情と、法と秩序の価値との間の緊張を反映していた。『ニューヨーク・タイムズ』紙は、陪審がジレンマに直面していると指摘した。無罪を宣告することは、アルメニア人の残虐行為を非難することになるが、同時に超法規的殺人を認めることにもなる。「このジレンマから逃れることはできない。すべての暗殺者は処罰されるべきだが、この暗殺者は処罰されるべきではない。そして、そこにいるのだ。」無罪判決に対する反応は全体的に好意的だった。

### ドイツ

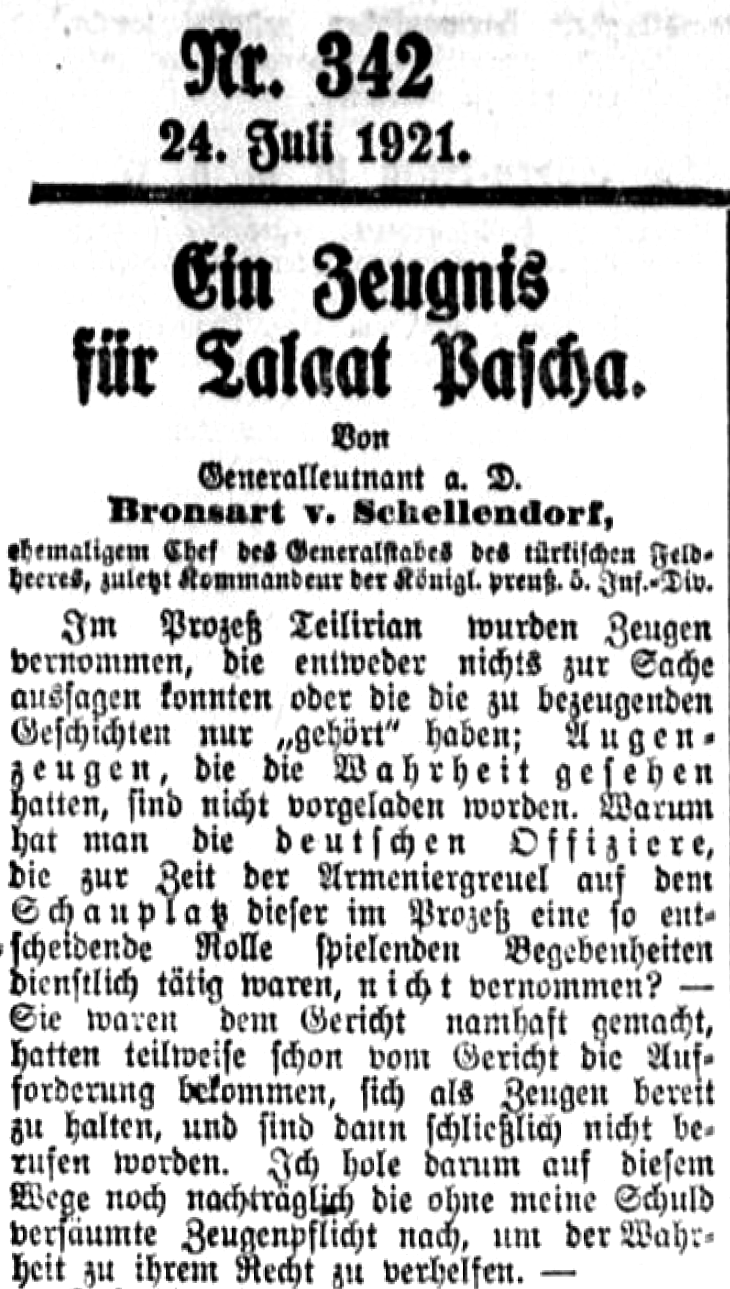
ブロンサルト・フォン・シェレンドルフによる『ドイツ・オールゲマイネ・ツァイトゥング』紙での「タラート・パシャへの賛辞」。1915年の侵略者はアルメニア人であったと主張。

この暗殺事件は、事件当日のドイツの多くの新聞の見出しを飾ったが、ほとんどの報道はタラートへの同情的なものだった。翌日、ドイツのほとんどの新聞が暗殺を報じ、多くの新聞が追悼記事を掲載した。報道の典型的な例は『フォッシェ・ツァイトゥング』であり、同紙は「（アルメニア人の）到達可能な部族をすべて絶滅」させようとしたタラートの役割を認めつつも、大量虐殺を正当化するいくつかの理由を述べた。他の新聞は、タラートはアルメニア人の復讐の対象としては間違っていたと指摘した。『ドイツ・オールゲマイネ・ツァイトゥング』紙は、テフリリアンが行ったような裏切りや殺人が「真のアルメニア人のやり方」であると主張し、反アルメニアキャンペーンを展開した。当初、暗殺者に同情的だった唯一の新聞は、『フライハイト』であった。
裁判の報道はその後1ヵ月にわたって広まり、1933年にナチスが政権を掌握するまで、テフリリアンの功績は政治的な議論の場で取り上げられ続けた。裁判の後、ドイツの新聞は、政治的なスペクトルを超えて、大量虐殺の現実を受け入れた。ほとんどの新聞がレプシウスとテフリリアンの証言を大々的に引用した。無罪判決に対するドイツの反応はさまざまで、アルメニア人や普遍的人権に同情的な人々の間ではおおむね好意的であった。平和主義雑誌『ディ・ヴェルトビューネ』に寄稿したジャーナリストのエーミール・ルートヴィヒは、「国家社会が国際秩序の保護者として組織されたときにのみ、いかなるアルメニア人殺人者も処罰されずに残ることはないだろう。なぜなら、いかなるトルコのパシャも、国民を砂漠に送る権利はないからだ。」裁判の数ヵ月後、ウェグナーはその全記録を出版した。彼は序文で、テフリリアンの「民族のために自らを犠牲にする英雄的な覚悟」を賞賛し、これを机上で大量虐殺を命令するのに必要な勇気の欠如と対比させた。
反アルメニア的な傾向のあるナショナリスト側の意見では、反アルメニア的な記事を多く掲載し、判決を「司法スキャンダル」と呼んだフマンの『ドイツ・オールゲマイネ・ツァイトゥング』に続き、多くの新聞がジェノサイドの否定から正当化に転じた。民族主義的な新聞によって広く受け入れられた大量絶滅を正当化する論拠は、アルメニア人の想定される人種的特徴に基づいており、人種的反ユダヤ主義の理論と容易に結びついた。1926年、ナチスの思想家アルフレート・ローゼンベルクは、テフリリアンの無罪判決を歓迎したのは「ユダヤ人新聞」だけだと主張した。彼はまた、「アルメニア人は、ドイツに対するユダヤ人と同様に、トルコ人に対するスパイ活動を主導した。」と主張し、タラートの彼らに対する行動を正当化した。

### オスマン帝国
タラートの暗殺後、アンカラの新聞は彼を偉大な革命家、改革者として賞賛し、トルコの民族主義者たちはドイツ領事に、彼は「彼らの希望であり偶像」であり続けたと語った。イェニ・ギュンは「我々の偉大な愛国者は祖国のために死んだ。タラートはトルコが生んだ最も偉大な人物であり続けるだろう。」と述べた。コンスタンティノープルでは、彼の死に対する反応は様々であった。一部の者はタラートに敬意を表したが、リベラルな日刊紙『アレムダール』は、タラートは自分のコインで返済され、「彼の死は彼の行いの償いである」とコメントした。『ハキミエト・イ・ミリエ』は、テフリリアンはイギリスが彼を送ったと自白したと主張した。多くの記事は、タラートの貧しい始まりから権力の高みへの道のりを強調し、彼の反アルメニア政策を擁護した。イスタンブールの新聞『イェニ・シャーク』は1921年にタラートの回想録を連載した。コンスタンティノープルで発行された彼の新聞で、アルメニア人社会主義者ディクラン・ザヴェンは、「自国の真の利益を認識しているトルコ人は、この元大臣を優秀な政治家に数えないだろう」と期待を表明した。1922年、アンカラ政府はタラートの有罪判決を取り消し、その2年後、アルメニア人虐殺の中心的加害者であるタラートとシャキルの家族に年金を与える法律を可決した。タラートの家族は、没収されたアルメニア人の財産から得られる他の補償金も受け取った。

## 遺産
歴史家のハンス＝ルーカス・キーザーは、「暗殺は、復讐を求める被害者と、反抗的な否定に凝り固まった加害者という病んだ関係を永続させた。」と述べている。タラートとテフリリアンはともに、それぞれの側から英雄視されている。アルプ・イェネンはこの関係を「タラート・テフリリアン・コンプレックス」と呼んでいる。
トルコではテロリストとみなされていたテフリリアンだが、アルメニア人にとって英雄となった。1950年代、トルコの諜報員はカサブランカでテフリリアンを追跡し、命を脅かしたため、アメリカに移住せざるを得なかった。この動きによって、テフリリアンは離散したアルメニア人から注目されるようになったが、彼の息子によれば、彼は暗殺における自分の役割について話したがらなかったという。彼の死後、カリフォルニア州フレズノのアララト墓地に記念碑が建てられた。アルメニア共和国からの国家的な後援もあるが、テフリリアンの記憶は主に離散したアルメニア人によって分散的に広められている。これとは対照的に、トルコのタラート記念は国家主導で行われている。。1943年、トルコ政府の要請により、タラートは掘り起こされ、1909年のオスマン・トルコの反乱を防いで命を落とした人々に捧げられたイスタンブールの自由の記念碑で国葬が行われた。タラートが暗殺されたときに着ていたシャツは、イスタンブール軍事博物館に展示されている。2020年現在、トルコやその他の国々の多くのモスク、学校、宅地開発、通りにはタラートの名前が付けられている。
2005年以来、暗殺現場に記念碑を建立し、3月15日に彼の墓で記念式典を行おうとするベルリンのトルコ人による試みがあった。2006年3月、トルコの民族主義団体は暗殺を記念し、「大虐殺の嘘」に抗議する目的でベルリンで2つの集会を開催した。ドイツの政治家たちはこの行進を批判し、参加者は少なかった。2007年、トルコ系アルメニア人ジャーナリスト、フラント・ディンクがトルコの超国家主義者によって白昼堂々と暗殺された。ディンク殺害とタラート殺害の関連性は複数の著者によって指摘されている。

### 国際法
1944年にジェノサイドという言葉を作ったことで知られるポーランド系ユダヤ人の法学生ラファエル・レムキンは、アルメニア人大虐殺とタラート暗殺について読んだことが、戦争犯罪に興味を持つきっかけになったと後に語っている。レムキンは教授のユリウス・マカレヴィッチに、なぜタラートはドイツで罪を裁かれないのかと尋ねた。彼は、国民主権とは政府が自国民を集団で殺すことができるということであり、介入することは間違っているというマカレヴィッチに強く反対した。レムキンは、暗殺は正当であると結論づけたが、自警団の正義が行き過ぎることを懸念し、大量虐殺を処罰するための法的枠組みをを考案しようとし、その結果ジェノサイド条約が生まれた。
1926年にショロム・シュワルツバルトがウクライナの反ユダヤ主義者シモン・ペトリューラを暗殺したことを擁護する人々は、テフリリアンの裁判を引き合いに出し、その後、フランスの裁判所は彼を無罪とした。ディーンによれば、テフリリアンとシュワルツバールの裁判は、「西ヨーロッパで初めて、民族間の暴力や国家主導の集団残虐行為の被害者が正義を求めた大規模な裁判」であった。ハンナ・アーレントは『エルサレムのアイヒマン』の中で、この2つの裁判を、後にイスラエルの諜報員がホロコースト実行犯アドルフ・アイヒマンを誘拐し、裁判を受けるためにイスラエルに連れてきたアイヒマン裁判と対比している。彼女は、どちらの復讐者も、自国民に対して行われた罰せられない犯罪を世間に知らしめるために、法廷に立つ日を求めたと指摘した。1936年2月にスイスのナチス党員ヴィルヘルム・グストロフを暗殺したユダヤ人ダヴィッド・フランクフルターを弁護したスイスの弁護士オイゲン・クルティは、テフリリアンの行為を引き合いに出した。クルティは、ナチス・ドイツにおけるユダヤ人迫害をアルメニア人虐殺になぞらえた。ドイツからの圧力により、フランクフルターは有罪判決を受けた。
後にニュルンベルク裁判の検事となるロバート・ケンプナーは、テフリリアン裁判を傍聴し、「政府によって行われた重大な人権侵害、とりわけ大量虐殺は、外国によって争われる可能性があり、（そのような外国の介入は）許されない干渉には当たらない」と認識された法史上初の機会であったと考えていた。

### 書籍
- Akçam, Taner (2018) (英語). Killing Orders: Talat Pasha's Telegrams and the Armenian Genocide. Palgrave Macmillan. ISBN 978-3-319-69787-1
- Bogosian, Eric (2015) (英語). Operation Nemesis: The Assassination Plot that Avenged the Armenian Genocide. Little, Brown. ISBN 978-0-316-29201-6
- Dadrian, Vahakn N.; Akçam, Taner (2011) (英語). Judgment At Istanbul: The Armenian Genocide Trials. Berghahn Books. ISBN 978-0-85745-286-3
- Dean, Carolyn J. (2019) (英語). The Moral Witness: Trials and Testimony after Genocide. Cornell University Press. ISBN 978-1-5017-3509-7
- Engel, David (2016) (英語). The Assassination of Symon Petliura and the Trial of Scholem Schwarzbard 1926–1927: A Selection of Documents. Vandenhoeck & Ruprecht. ISBN 978-3-647-31027-5
- Fleck, André (2014) (ドイツ語). Machtfaktor Diaspora?: Armenische Interessenvertretung in Deutschland [Diaspora Power Broker? Representation of Armenian Interests in Germany]. LIT Verlag. ISBN 978-3-643-12762-4
- Göçek, Fatma Müge (2015). Denial of Violence: Ottoman Past, Turkish Present and Collective Violence Against the Armenians, 1789–2009. Oxford University Press. ISBN 978-0-19-933420-9
- Hosfeld, Rolf (2005) (ドイツ語). Operation Nemesis: Die Türkei, Deutschland und der Völkermord an den Armeniern [Operation Nemesis: Turkey, Germany, and the Armenian Genocide]. Kiepenheuer & Witsch. ISBN 978-3-462-03468-4.  オリジナルの2019-11-22時点におけるアーカイブ。 2021年3月17日閲覧。
- Ihrig, Stefan (2016). Justifying Genocide: Germany and the Armenians from Bismarck to Hitler. Harvard University Press. ISBN 978-0-674-50479-0
- Irvin-Erickson, Douglas (2016) (英語). Raphael Lemkin and the Concept of Genocide. University of Pennsylvania Press. ISBN 978-0-8122-9341-8
- Kieser, Hans-Lukas (2018). Talaat Pasha: Father of Modern Turkey, Architect of Genocide. Princeton University Press. ISBN 978-1-4008-8963-1
- MacCurdy, Marian Mesrobian (2015) (英語). Sacred Justice: The Voices and Legacy of the Armenian Operation Nemesis. Routledge. ISBN 978-1-351-49218-8
- Suny, Ronald Grigor (2015). "They Can Live in the Desert but Nowhere Else": A History of the Armenian Genocide. Princeton University Press. ISBN 978-1-4008-6558-1

### 章
- Adak, Hülya (2007). “Identifying the "Internal Tumors" of World War I: Talat Paşa's hatıraları [Talat Paşa's Memoirs], or the Travels of a Unionist Apologia into History”. Raueme Des Selbst: Selbstzeugnisforschung Transkulturell. Böhlau Verlag. pp. 151–169. ISBN 978-3-412-23406-5
- Hofmann, Tessa (2016). “From Silence to Re-remembrance: The Response of German Media to Massacres and Genocide against the Ottoman Armenians” (英語). Mass Media and the Genocide of the Armenians: One Hundred Years of Uncertain Representation. Palgrave Macmillan UK. pp. 85–109. ISBN 978-1-137-56402-3
- Hosfeld, Rolf (2013). “Ein Völkermordprozess wider Willen [An Unintended Genocide Trial]”. Johannes Lepsius–Eine deutsche Ausnahme: Der Völkermord an den Armeniern, Humanitarismus und Menschenrechte [Johannes Lepsius—A German Exception: The Armenian Genocide, Humanitarianism, and Human Rights]. Wallstein Verlag. pp. 248–257. ISBN 978-3-8353-2491-6 Postscript: Page numbers based on an online edition, paginated 1–14.
- Kieser, Hans-Lukas (2010). “Germany and the Armenian Genocide of 1915–17”. In Friedman, Jonathan C. (英語). The Routledge History of the Holocaust. Taylor & Francis. pp. 30–44. ISBN 978-1-136-87060-6.  オリジナルの2020-12-13時点におけるアーカイブ。 2021年3月23日閲覧。
- Ozavci, Ozan (2019). “Honour and Shame: The Diaries of a Unionist and the “Armenian Question”” (英語). The End of the Ottomans: The Genocide of 1915 and the Politics of Turkish Nationalism. Bloomsbury Publishing. pp. 193–220. ISBN 978-1-78673-604-8
- Üngör, Uğur Ümit (2012). “The Armenian Genocide, 1915” (英語). Holocaust and Other Genocides. NIOD Institute for War, Holocaust and Genocide Studies / Amsterdam University Press. pp. 45–72. ISBN 978-90-4851-528-8.  オリジナルの2020-11-12時点におけるアーカイブ。 2021年3月23日閲覧。
- von Bieberstein, Alice (2017). “Memorial Miracle: Inspiring Vergangenheitsbewältigung Between Berlin and Istanbul” (英語). Replicating Atonement: Foreign Models in the Commemoration of Atrocities. Springer International Publishing. pp. 237–265. ISBN 978-3-319-65027-2
- Yenen, Alp (2020). “The Exile Activities of the Unionists in Berlin (1918–1922)” (英語). Türkisch-Deutsche Beziehungen.: Perspektiven aus Vergangenheit und Gegenwart.. Walter de Gruyter GmbH & Co KG. pp. 71–94. ISBN 978-3-11-220875-5

#### 学術論文
- Akçam, Taner (2008). “Guenter Lewy's The Armenian Massacres in Ottoman Turkey”. Genocide Studies and Prevention 3 (1):  111–145. doi:10.3138/gsp.3.1.111.  オリジナルの11 January 2021時点におけるアーカイブ。.
- Garibian, Sévane (2018). “"Commanded by my Mother's Corpse": Talaat Pasha, or the Revenge Assassination of a Condemned Man”. Journal of Genocide Research 20 (2):  220–235. doi:10.1080/14623528.2018.1459160.
- Gruner, Wolf (2012). “"Peregrinations into the Void?" German Jews and their Knowledge about the Armenian Genocide during the Third Reich”. Central European History 45 (1):  1–26. doi:10.1017/S0008938911000963. ISSN 0008-9389. JSTOR 41410719.
- Hofmann, Tessa (2020). “A Hundred Years Ago: The Assassination of Mehmet Talaat (15 March 1921) and the Berlin Criminal Proceedings against Soghomon Tehlirian (2/3 June 1921): Background, Context, Effect”. International Journal of Armenian Genocide Studies 5 (1):  67–90. doi:10.51442/ijags.0009. ISSN 1829-4405.  オリジナルの21 March 2021時点におけるアーカイブ。.
- Rolf Hosfeld (2020年8月). “Tehlirjan, Soghomon” (ドイツ語). Lexikon der Politischen Strafprozesse. 2021年1月23日時点のオリジナルよりアーカイブ。2021年3月24日閲覧。
- Jacobs, Steven Leonard (2019). “The Complicated Cases of Soghomon Tehlirian and Sholem Schwartzbard and Their Influences on Raphaël Lemkin's Thinking About Genocide”. Genocide Studies and Prevention 13 (1):  33–41. doi:10.5038/1911-9933.13.1.1594. ISSN 1911-0359.
- Mouradian, Claire (2015). “Le télégramme, outil de génocide: le cas arménien [The Telegram as a Tool of Genocide: the Armenian Case]” (フランス語). Revue d'Histoire de la Shoah 202 (1):  507–535. doi:10.3917/rhsho.202.0507.  オリジナルの16 May 2019時点におけるアーカイブ。.
- Petrossian, Gurgen (2020). “Ein Strafverfahren als Ausgangspunkt der Entwicklung des Völkermordsbegriffes [A Criminal Case as the Starting Point for the Development of the Concept of Genocide]”. Journal der Juristischen Zeitgeschichte 14 (3):  93–100. doi:10.1515/jjzg-2020-0033.
- Yenen, Alp (2022). “The Talat-Tehlirian Complex: Contentious Narratives of Martyrdom and Revenge in Post-Conflict Societies” (英語). Comparative Studies in Society and History:  1–28. doi:10.1017/S0010417522000019. ISSN 0010-4175.

## さらに読む
- Kempner, Robert (1980). “Vor 60 Jahren vor einem deutschen Schwurgericht. Der Völkermord an den Armeniern”. Recht und Politik 3:  162–169.
- Parla, Ayşe (2023). “Hamlet after Genocide: The Haunting of Soghomon Tehlirian and Empirical Fabulation” (英語). Comparative Studies in Society and History:  1–25. doi:10.1017/S0010417522000573. ISSN 0010-4175.
- 裁判記録 (ドイツ語)
  - 英語版
- Podcast about the assassination Hans-Lukas Kieser